# Challenge de France féminin 2002-2003
La Challenge de France féminin 2002-2003 è stata la 2ª edizione della Coppa di Francia riservata alle squadre femminili. La finale si è svolta a Montceau-les-Mines nella regione della Borgogna ed è stata vinta dall'FC Lione per 4-3 contro il Montpellier.

## Fase regionale
Le 344 squadre appartenenti ai campionati regionali si sfidano per prime in gare ad eliminazione diretta. 

## Fase federale

### Primo e Secondo Turno
Tra il 15 dicembre 2002 ed il 26 gennaio 2003] si aggiungono alle squadre rimanenti dal turno precedente le 30 squadre appartenenti al campionato Division 2 e si sfidano in gare ad eliminazione diretta.

## Sedicesimi di finale
Le gare si sono svolte il 16 febbraio 2003 e si aggiungono alle squadre rimanenti dal turno precedente 12 club del campionato Division 1. Il CNFE Clairefontaine non ha preso parte alla competizione.
| Squadra 1              | Risultato       | Squadra 2                        |
| ---------------------- | --------------- | -------------------------------- |
| Condéen                | 1 - 0           | ES Cormelles-le-Royal            |
| FCF Juvisy             | 5 - 0           | USO Bruay-la-Buissière           |
| Leers Omnisports       | 1 - 5           | Saint-Brieuc FF                  |
| COM Bagneux            | 0 - 1           | Hénin-Beaumont                   |
| UFF Besançon           | 1 - 2           | FC Lione                         |
| FC Woippy              | 0 - 4           | SC Schiltigheim                  |
| Saint-Memmie Olympique | 1 – 1 (2-4 dtr) | Paris Saint-Germain              |
| AS Saint-Quentin       | 2 - 1           | ASSF Épinal                      |
| Rodez                  | 0 - 5           | Tolosa                           |
| FCF Valence            | 3 - 2           | Celtic de Marseille              |
| CS Nivolas-Vermelle    | 0 - 2           | Entente Saint-Maurice Yssingeaux |
| FC Félines Saint-Cyr   | 0 - 7           | Montpellier                      |
| ASF Les Verchers       | 0 - 0 (2-3 dtr) | FCE Arlac                        |
| ASPTT Vannes           | 0 - 2           | La Roche-sur-Yon                 |
| US Orléans             | 2 - 2 (1-4 dtr) | Stade Quimpérois                 |
| Saint-Herblain OC      | 0 - 7           | Soyaux                           |

## Ottavi di finale
Tutte le gare si sono svolte il 16 marzo 2003. 
| Squadra 1                        | Risultato       | Squadra 2        |
| -------------------------------- | --------------- | ---------------- |
| SC Schiltigheim                  | 0 - 2           | Tolosa           |
| Entente Saint-Maurice Yssingeaux | 3 - 0           | FCF Valence      |
| FC Lione                         | 1 - 0           | AS Saint-Quentin |
| Paris Saint-Germain              | 3 - 5           | Montpellier      |
| Soyaux                           | 2 - 0           | Hénin-Beaumont   |
| Saint-Brieuc FF                  | 0 - 3           | FCF Juvisy       |
| La Roche-sur-Yon                 | 0 - 0 (4-2 dtr) | Condéen          |
| Stade Quimpérois                 | 0 - 0 (2-4 dtr) | FCE Arlac        |

## Quarti di finale
Le gare si sono svolte il 20 aprile 2003.
| Squadra 1                       | Risultato       | Squadra 2        |
| ------------------------------- | --------------- | ---------------- |
| Montpellier                     | 3 - 1           | La Roche-sur-Yon |
| FCE Arlac                       | 2 - 4           | FCF Juvisy       |
| Tolosa                          | 0 - 1           | Soyaux           |
| Entente Saint-Maurice Yssigeaux | 0 - 0 (0-3 dtr) | FC Lione         |

## Semifinali
Le gare si sono svolte il 25 marzo 2003.
| Squadra 1   | Risultato | Squadra 2  |
| ----------- | --------- | ---------- |
| Montpellier | 3 - 2     | FCF Juvisy |
| Soyaux      | 1 - 2     | FC Lione   |

## Finale
| Arbitro: | Sabine Louiset |

|                                         |           |                          |
| Dessalle 4’ Bruet 13’ Brétigny 56’, 89’ | Marcatori | 8’, 22’ Lattaf 35’ Ramos |